# Chiodo (indumento)

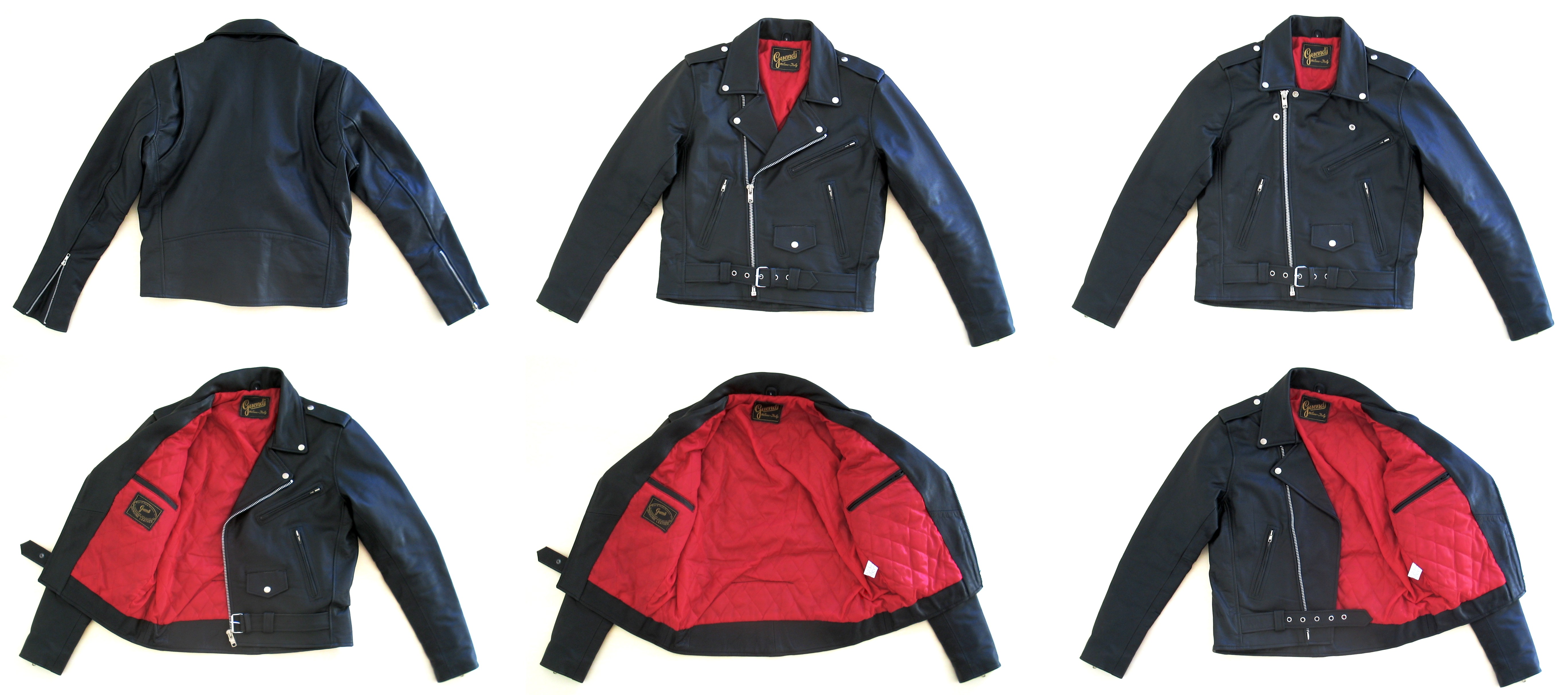
Giubbotto chiodo

Il chiodo è il nome con il quale in Italia viene indicato il giubbotto di pelle, tradizionalmente di colore nero e lungo fino alla vita, il cui nome commerciale è Perfecto.
Questo tipo di giubbotto fu introdotto nel 1928 dalla Schott NYC.

## Utilizzo
Il chiodo, nelle sue molteplici varianti, viene spesso associato a diverse sottoculture che vanno dai motociclisti ai greaser al punk e alla musica rock e metal fra gli altri. Questa associazione si deve soprattutto al cinema e alla televisione. Il primo esempio è Marlon Brando, il protagonista del film del 1953 Il selvaggio, che indossava uno Schott Perfecto 613 in pelle di cavallo, modificato dalla produzione che aggiunse il nome Johnny ricamato sul cuore e il famoso stemma con il teschio e i pistoni incrociati, verniciato sulla schiena. 
Il chiodo è essenzialmente un giubbotto da motociclista (lo dimostrano le numerose cerniere lampo su tasche e le maniche lunghe fino al pollice, per permettere che assumano la giusta misura quando le braccia raggiungono il manubrio, gli automatici sotto l'ampio colletto per evitare che sbatta ad alte velocità, la cerniera obliqua frontale che protegge dalla pioggia e dal vento, grazie alla pattina sottostante.
Per rispettare lo stile, nella sottocultura motociclista il chiodo veniva solitamente indossato su una maglietta e un paio di jeans con il risvolto (tipicamente Levis 501) e gli immancabili stivali Frye, a punta quadrata, o i Walker, a punta tonda con la fibbia. Questo stile fu mutuato dai rocker inglesi e americani negli anni '50 inglesi e americani e poi dai greasers, che si contraddistinguevano per l'uso della brillantina e per l'ascolto della musica rock 'n roll e successivamente rockabilly. 
In seguito il personaggio di Arthur Fonzarelli (interpretato da Henry Winkler) in Happy Days e i due protagonisti (John Travolta e Olivia Newton-John) di Grease contribuirono al ritorno della moda del giubbotto in pelle da motociclista, anche se è da precisare che il modello indossato da Fonzie non era un chiodo, ma un normale giubbotto di pelle marrone che ispirato fondamentalmente al famoso A-2, ma senza i tasconi (nero nelle ultime stagioni della serie).

## Variazioni
Benché sostanzialmente invariato nell'aspetto, negli anni il chiodo ha subito qualche lieve modifica per adeguarsi alle tendenze del momento. Negli anni Settanta è decorato con borchie, catene ed altri accessori per seguire i dettami delle correnti rock quali punk e heavy metal, il che spiega il nome italiano "chiodo" ad indicare appunto un giubbotto chiodato. Tra le band che fecero del chiodo il loro simbolo, tra la seconda metà degli anni '70 e la prima metà degli '80, ci sono i Sex Pistols e i Ramones, così come molti altri gruppi riconducibili al movimento punk.
Negli anni Novanta e Duemila diventa più sagomato e aderente per poter piacere al pubblico femminile.
Nel 2007 la casa motociclistica inglese Triumph sviluppa un chiodo protettivo per motociclisti, con protezioni amovibili su spalle e gomiti, inserti in Scotchlite e doppie cuciture, per celebrare il personaggio interpretato da Marlon Brando nel film Il selvaggio, che guidava proprio una Triumph Thunderbird 6T.
Uno dei chiodi più iconici degli anni 2000 è quello prodotto da Saint Laurent modello L01, disegnato da Hedi Slimane.